# Fred Hoyle
Sir Fred Hoyle [fréd hójl], FRS, angleški astronom, astrofizik, kozmolog, matematik, pisatelj in popularizator znanosti, * 24. junij 1915, Gilstead nad Bingleyem, grofija Yorkshire, Anglija, † 20. avgust 2001, Bournemouth, Anglija.

## Življenje in delo
Hoyle je študiral matematiko in teoretično fiziko na Univerzi v Cambridgeu in tu leta 1939 diplomiral. Na univerzi je študiral pri Peierlsu in Diracu. Izbrali so ga za člana Kolidža St. John's. Med 2. svetovno vojno je večino časa delal v Nutbournu za britansko admiraliteto pri razvoju radarja. Po vojni se je vrnil v Cambdridge, kjer je ostal do leta 1973. Leta 1944 je postavil teorijo o nastanku Osončja, ki izhaja iz predpostavke, da je bilo Sonce dvojna zvezda in da je njegova spremljevalka eksplodirala kot nova.
V enem od svojih zgodnjih člankov je obravnaval zanimivo uporabo antropičnega načela. Pri poskusu obravnave nastanka jeder v zvezdah je opazil, da bo v eni vrsti reakcije, reakciji trojnih α, ki proizvede ogljik, moralo imeti jedro ogljika natančno določeno energijo. Velika količina ogljika v Vesolju, ki omogoča nastanek življenja v njem, je kazala na to, da je takšna jedrska reakcija možna. Na podlagi teh predstav je predvidel energijske nivoje v ogljikovem jedru, ki so jih pozneje podprli s preskusi. Opisal je reakcije v notranjosti zvezd. Pomemben je s svojimi izračuni starosti in temperatur zvezd.
Postavil je domnevo, da težji elementi nastanejo v sredicah zvezd iz vodika, kar so februarja 1987 ob eksploziji zvezde Sanduleak (SN1987A) potrdili. Za njegove misli iz leta 1957 je Fowler leta 1983 prejel Nobelovo nagrado za fiziko.
Hoyle je med prvimi uporabil teorijo relativnosti in sodobno fiziko v kozmologiji. S Hubblovim odkritjem širjenja Vesolja, se Hoyle ni zadovoljil z obstoječimi razlagami. Na tej osnovi je leta 1948 skupaj s Hermannom Bondijem in Thomasom Goldom razvil teorijo mirujočega stanja, kjer nova snov venomer nastaja in je vzrok širjenju Vesolja, z razliko od teorije prapoka, ki zahteva začetek Vesolja. Hoyle je v bistvu skoval pojem prapoka, ko je kritiziral teorijo o njem. Izdelal je matematično teorijo modela mirujočega stanja, ki je v skladu s splošno teorijo relativnosti. Z odkritjem kozmičnega mikrovalovnega sevanja ozadja so astronomi enoglasno sprejeli teorijo prapoka in teorija mirujočega stanja se je morala umakniti.
V 50. letih 20. stoletja je imel Hoyle na BBC-ju več radijskih oddaj o astronomiji, ki so pozneje izšle v knjigi Narava Vesolja (The Nature of the Universe). Leta 1954 je sledil misli o namenskem Vesolju. Predvidel je obstoj kvazarjev.
Začel je pisati tudi poljudne knjige in leta 1957 je napisal tudi prvi znanstvenofantastični roman Črni oblak (The Black Cloud), v katerem se izkaže, da je najbolj razvita oblika življenja v Vesolju medzvezdni plinski oblak. Po njegovih predlogah so posneli tudi televizijsko nadaljevanko »A za Andromedo« (»A for Andromeda»). Leta 1957 so ga izvolili za člana Kraljeve družbe, leta 1972 pa je bil povzdignjen v viteški red. Skupaj z Edwinom Ernestom Salpetrom je leta 1997 prejel Crafoordovo nagrado Švedske kraljeve akademije znanosti.
V sodelovanju s Čandro Vikramasingom je razširjal teorijo, ki pojasnjuje, da je življenje nastalo zunaj v Vesolju in se s pomočjo panspermijev razširjalo po prostoru. Življenje je na Zemljo po tej teoriji prišlo s stalnim dotokom virusov preko kometov.
Hoyle je s svojim neodobravanjem večkrat razvnel burne razprave. Med drugim je dvomil o verodostojnosti fosila praptiča, zaradi njegovega nasprotovanja v izbor Nobelove nagrade leta 1974 niso vključili Jocelyn Bell Burnellove za njeno delo pri odkritju pulzarjev.
Skupaj z Burbidgom in Narlikarjem je leta 2000 s knjigo Drugačen pristop h kozmologiji: od statičnega Vesolja, preko prapoka do stvarnosti (A Different Approach to Cosmology: From a Static Universe through the Big Bang towards Reality) podprl teorijo lažnega mirujočega stanja. Delal je vse do svoje smrti.
Hoyle je znan tudi po tem, da se je z ženo med dopustom vozil po nekdanji SFRJ.
Med letoma 1971 in 1973 je bil predsednik Kraljeve astronomske družbe.